# وزير في الجبس (فلم)
وزير في الجبس هو فيلم مصري أُصدر في عام 1993، من بطولة صلاح ذو الفقار، من تأليف فتحي غانم، وإخراج كريم ضياء الدين.

## القصة
جميل برهان دكتور في الجامعة يطمح أن يكون وزير ويُرشَّح لذلك المنصب، يحاول جاهداً أن ينسى الماضي الذي كان يعيش فيه عندما كان فقيرا ويقيم في حي شعبي بسيط، وينسى أيضاً فتنة التي أحبته من كل قلبها وانتظرته لسنوات طويله لكي يتزوجها ولكنه دائماً يتجاهلها لأنها تذكره بالماضي، فيعيش لنفسه فقط وينظر للأعلى.

## طاقم التمثيل
| - صلاح ذو الفقار: جميل برهان - فايزة كمال: نجلاء - حسين الشربيني - صفاء السبع - محمد متولي - فيفي عبده: فتنة - بدر نوفل: عصمان - ليلى فهمي: أم فتنة - حسن كامي - نادية شمس الدين - محمود البزاوي | - أحمد فوزي - عادل برهام - شوقي شامخ - وفاء عامر - عبد الحميد عثمان - عبد الحي صالح - أحمد عمار - صبحي خليل - سمير أبو المجد - عبد الرحمن حامد |

## فريق العمل
- إخراج: كريم ضياء الدين
- تأليف: فتحى غانم
- سيناريو وحوار: براء الخطيب
- منتج منفذ: إبراهيم الصحن
- موسيقى تصويرية: حسن أبو السعود

## روابط خارجية
- مقالات تستعمل روابط فنية بلا صلة مع ويكي بيانات